# Лопер, Синди
Си́нди Ло́пер (англ. Cyndi Lauper, полное имя Си́нтия Энн Сте́фани Ло́пер англ. Cynthia Ann Stephanie Lauper; род. 22 июня 1953, Нью-Йорк, Нью-Йорк) — американская поп-певица, автор песен и актриса, обладательница премий «Грэмми», «Тони» и «Эмми». Добилась известности в 1983 году с выходом альбома She’s So Unusual. Общие продажи её записей, включающих 11 альбомов и более 40 синглов, превышают 60 миллионов копий. Синди продолжает выступать по всему миру, часто устраивая турне в поддержку прав человека.

## Биография

### Ранние годы
Синди Лопер родилась в районе Куинс Нью-Йорка у Фреда и Кэтрин Лоперов. Отец будущей певицы был швейцарского происхождения, а её мать имела итальянские корни (её предки происходили из Кампании).
Когда Синди было пять лет, её родители развелись. Её мать уехала из дома бывшего мужа, взяв с собой троих детей. Она повторно вышла замуж и снова развелась, после чего начала работать официанткой, чтобы как-то обеспечить своих детей. Именно в это время Синди начала слушать записи таких музыкантов как Джуди Гарленд, Билли Холидей, Элла Фицджеральд и The Beatles. Мать девочки всячески поощряла её стремление к независимости и творчеству. В 12 лет Синди начала играть на гитаре, которую ей подарила сестра, и сочинять стихи. Она очень любила искусство и музыку и всегда пыталась найти пути самовыражения. Уже в таком раннем возрасте Синди начала красить волосы в яркие цвета и носить необычную одежду. В старших классах она училась в школе для творчески одарённых детей, но так и не закончила её (хотя сдала выпускные экзамены позже). Синди ушла из дома, когда ей было 17 лет. Причиной побега стал её «кошмарный» отчим, который угрожал изнасиловать её и её сестру и неоднократно шпионил за девушкой, когда та принимала душ. После этого Лопер была официанткой, сменила множество работ, но всегда знала, что главная её цель — стать звездой музыкальной сцены. В автобиографической книге под названием «Синди Лопер. Мемуары» певица рассказывает, что в те далекие времена ей часто не хватало денег даже на то, чтобы купить еду. Она часто путешествовала автостопом, что порой приводило к отвратительным ситуациям: один из водителей принудил её к сексуальной связи. Впрочем, это было не единственным изнасилованием в жизни Лопер. В 80-е годы один из членов музыкальной группы, с которой она выступала в клубах Лонг-Айленда, изнасиловал её фаллоиммитатором, но действовал не в одиночку: две другие участницы группы — женщины, — удерживали Синди, чтобы она не вырвалась. Для неё это стало шоком во всех смыслах. «Это сделал не только парень. Его сообщницами были женщины. Когда это произошло, я поняла, что изнасилование — не только мужская вещь, его могут совершать и женщины в отношении женщин» .
Синди уехала в Канаду, чтобы изучать искусство, но провела там всего две недели. В конце концов она поступила в один из колледжей Вермонта.
В середине 70-х годов Синди была вокалисткой нескольких нью-йоркских кавер-групп. Она перепевала песни таких артистов как Jefferson Airplane, Led Zeppelin и Bad Company. В 1977 году Синди записала свой первый сингл — кавер-версию песни группы Fleetwood Mac под названием You Make Lovin' Fun. В том же году Синди повредила голосовые связки и была вынуждена оставить выступления на сцене. Доктора советовали ей навсегда забыть о карьере певицы. Однако после работы с профессиональным вокальным тренером Синди удалось восстановить голос.

### 1978—1981: Blue Angel
В 1978 году менеджер Синди познакомил её с саксофонистом Джоном Тьюри. Музыканты начали сотрудничество и создали группу Blue Angel. Они записали несколько демоверсий своих песен и отдали плёнку менеджеру группы The Allman Brothers Band Стиву Массарски. Он сказал им, что их песни просто ужасны, но ему понравился голос Синди. В конце концов Массарски стал менеджером группы, выкупив их контракт за 5 тысяч долларов. Уже тогда Синди предлагали заключить контракт как сольному исполнителю, но она отказалась, чувствуя долг перед группой.
В 1980 году Blue Angel записали свой дебютный альбом на студии Polydor Records. В 2003 году журнал Rolling Stone признал его обложку одной из 100 лучших среди альбомов новой волны. Несмотря на положительные отзывы критиков, продажи оказались более чем скромными. В звукозаписывающей компании произошли кадровые перестановки, и новое руководство отказалось продлевать договор с Blue Angel, поскольку у них не было ни одного хита. Из-за этого участники группы уволили своего менеджера. Он подал против них судебный иск на 80 тысяч долларов. Судебный процесс разорил группу, и она распалась.
Чтобы свести концы с концами, Синди начала подрабатывать в магазинах, продолжая выступать в местных клубах. Музыкальные критики, знакомые с её творчеством в период работы в Blue Angel, отмечали высокий потенциал певицы, её широкий вокальный диапазон (четыре октавы), идеальный слух и стиль. В 1981 году во время выступления в одном из нью-йоркских баров Синди встретила Дэвида Уолффа, который стал её менеджером и помог подписать контракт с Portrait Records, дочерней компанией Epic Records.

### 1983—1985: She’s So Unusual

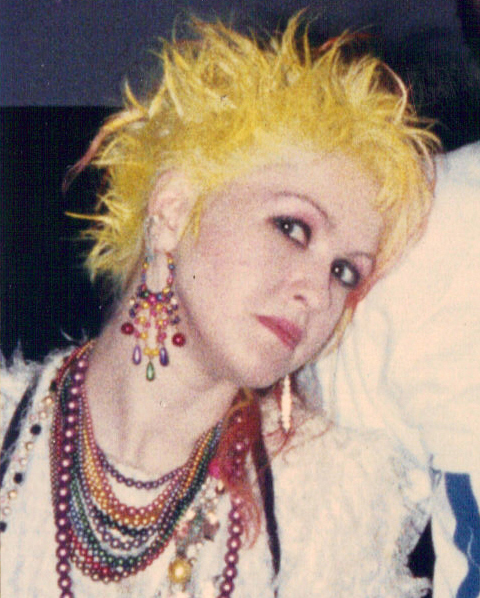
В 1985 году

Первый сольный альбом Синди She's So Unusual вышел 14 октября 1983 года. Собрав и отшлифовав в дорожках этого альбома целую мозаику стилей «новой волны», тридцатилетняя Лопер в одночасье стала кумиром девочек среднего школьного возраста. Большую роль в её успехе сыграли пестрые костюмы с лохмотьями и запоминающиеся видеоролики на песни «Girls Just Want to Have Fun» и «Time After Time», которые бесконечно крутило незадолго до этого созданное MTV. Сами песни пользовались огромным успехом в хит-парадах: в США четыре сингла с этого альбома вошли в Top 5. В 1985 году Синди получила премию «Грэмми» в категории «Лучший новый артист».
В этот период критики часто сравнивали Синди с Мадонной, что объяснялось сходством их сценических образов и репертуара. Многие полагали, что Синди ждёт куда более блистательная карьера.
Лопер выступала вместе с рестлером Халком Хоганом, который играл её телохранителя, а позже много раз появлялась в роли самой себя на различных мероприятиях World Wrestling Federation в период «Rock 'n' Wrestling Connection», а также играла менеджера Венди Рихтер на первом шоу WrestleMania.

### 1986—1988: True Colors
Второй альбом Синди True Colors вышел 15 сентября 1986 года. Он был не так успешен, как предыдущий, но всё же синглы, выпущенные с него, были очень популярными. Так, заглавная песня, которая с момента своего появления считается одой равноправию и одним из негласных гей-гимнов, продержалась на вершине американского хит-парада две недели, а композиция Change of Heart достигла третьего места. В это время Синди уже отошла от звучания новой волны, сместившись в сторону поп-музыки. Помимо новых песен, в альбоме True Colors была композиция Maybe He'll Know, записанная в период работы в Blue Angel, и кавер-версия песни Марвина Гэя What’s Going On.
Летом 1987 года Синди отправилась в мировое турне, по результатам которого было смонтировано концертное видео Cyndi: Live in Paris.
В следующем году состоялся кинодебют Синди. Она снялась в картине «Флюиды» с Джеффом Голдблюмом и Питером Фальком, где сыграла ясновидящую, отправившуюся на поиски сокровища древних инков. Для саундтрека к фильму Синди написала песню Hole in My Heart (All the Way to China), однако она не смогла спасти картину от низких сборов, а Синди — от нелестных отзывов критиков.
В том же году Синди отправилась в Советский Союз в рамках проекта, направленного на сотрудничество советских и американских авторов песен. Совместно с Игорем Николаевым она написала песню Cold Sky, вошедшую в сборник Music Speaks Louder Than Words.

### 1989—1992: A Night to Remember
Следующий альбом Синди вышел 23 мая 1989 года. Хотя он получил одобрительные оценки критиков, его продажи оказались значительно ниже по сравнению с предыдущими двумя работами певицы. Альбом содержал лишь один хит — I Drove All Night, кавер-версию песни Роя Орбисона, которую он записал перед своей смертью и не включил ни в один альбом или сборник. В это же время Синди прекратила личные и деловые отношения со своим менеджером и возлюбленным Дэвидом Уолффом.
В 1990 году Синди была среди приглашенных Роджером Уотерсом звезд, для участия в рок-опере «The Wall» в Берлине. В том же году певица познакомилась с Йоко Оно на одном из сборных концертов, посвящённых творчеству Джона Леннона.
На съёмках остросюжетного фильма «На старт, пошли» в 1991 году Синди познакомилась с актёром Дэвидом Торнтоном. У них начались романтические отношения. 24 ноября 1991 года Дэвид и Синди поженились. 19 ноября 1997 года у них родился сын.

### 1993—1995: Hat Full of Stars и Twelve Deadly Cyns
Четвёртый студийный альбом Синди Hat Full of Stars, в котором она стала соавтором каждой из песен, вышел лишь в июне 1993 года. Критики были в восторге от новой работы певицы, отмечая её отличные вокальные и исполнительские данные. Изменилась и тематика её песен: от любовных баллад предыдущего альбома Синди перешла к таким неоднозначным вопросам как аборты и расизм. Тем не менее, альбом смог подняться лишь до 112 места в хит-параде США, что было гораздо ниже предыдущих результатов Синди. Это можно объяснить многочисленными разногласиями между певицей и руководством звукозаписывающей компании и как результат — почти полным отсутствием рекламы альбома.
В этом же году Синди сыграла вместе с Майклом Джей Фоксом в комедии «Жизнь с Майки». В этом фильме можно услышать песню Feels Like Christmas из Hat Full of Stars.
В 1994 году Синди попыталась возродить свою карьеру. Она записала сборник хитов Twelve Deadly Cyns... and Then Some, в который, помимо старых песен, вошёл ремикс на её хит Girls Just Want to Have Fun, новая версия песни I'm Gonna Be Strong из альбома Blue Angel, а также новая композиция Come On Home. Сборник пользовался огромной популярностью в Великобритании, где добрался до второго места. В США его успехи были более скромными. В это же время вышел одноимённый сборник видеоклипов Синди.
В 1995 году Синди получила премию «Эмми» за роль Марианны в сериале Без ума от тебя.

### 1997—2000: Sisters of Avalon
В 1997 году Синди объявила, что ждёт ребёнка. Мальчик появился на свет 17 ноября. Его назвали Диклин Уоллес Торнтон Лопер — в честь Элвиса Костелло (его настоящее имя Диклэн) и Уильяма Уоллеса.
Очередной студийный альбом Синди Sisters of Avalon вышел в конце 1996 — начале 1997 года (в зависимости от страны). В музыкальном плане творчество певицы перешло в танцевальное направление. Синглы, выпущенные с этого альбома, пользовались большим успехом в американских клубах. Синди продолжила «серьёзную» тематику своих работ, начатую с Hat Full of Stars, обратившись в своих композициях к темам СПИДа и транссексуализма. В поддержку альбома певица отправилась в турне вместе с Тиной Тёрнер.
В конце 1998 года Синди выпустила рождественский альбом. В него вошли кавер-версии традиционных рождественских песен, новые композиции собственного сочинения, а также песня, ранее вошедшая в альбом Hat Full of Stars.
В 1999 году Синди записала кавер-версию песни Disco Inferno и получила за неё номинацию на «Грэмми» в категории «Лучшая танцевальная запись». Однако награду получила давняя соперница Синди — Мадонна — за композицию Ray of Light.

### 2001—2004: Shine и At Last
Шестой студийный альбом Синди Shine готовился к выходу 11 сентября 2001 года. Однако примерно за неделю до этого компания Edel, с которой Синди заключила контракт после ухода из Epic, прекратила своё существование, а песни из нового альбома попали в интернет. В 2002 году вышел мини-альбом, в который вошли пять песен из невышедшего Shine. В 2004 году альбом всё же увидел свет, но только на территории Японии, где творчество Синди традиционно пользуется более высокой популярностью.
В 2003 году вышел альбом её истолкований классических поп-мелодий середины 20-го века под названием At Last. Альбом достиг 38 места в хит-параде США, что было лучшим результатом Синди со времён выхода A Night to Remember 14 годами ранее. За исполнение композиции Unchained Melody она была представлена к премии «Грэмми». В том же году Epic Records выпустила ещё один сборник хитов Синди, который особого успеха не имел.

### 2005—2007: The Body Acoustic
В 2005 году вышел сборник акустических версий старых песен Синди The Body Acoustic. Большую часть композиций она исполнила дуэтом с другими музыкантами, например Шэгги, Ани ДиФранко и Сарой Маклахлан. В сборник вошли и две новые песни певицы — Above the Clouds, исполненная с Джефом Бэком, и I’ll Be Your River — дуэт с Вивиан Грин.
В 2007 году Синди отправилась в благотворительное турне True Colors Tour. К ней присоединились Дебора Харри, Erasure, The Dresden Dolls и другие музыканты.

### 2008—2009: Bring Ya to the Brink
В мае 2008 года Синди выпустила альбом Bring Ya to the Brink, полностью состоящий из танцевальных композиций. Эта работа оказалась достаточно успешной, достигнув в хит-параде США 41 места. Два сингла с этого альбома — Same Ol' Story и Into the Nightlife — добрались до вершины танцевальных чартов Биллборда, а сам альбом получил номинацию на «Грэмми» в категории «Лучший электронный/танцевальный альбом».
В конце 2008 года вышел сингл A Christmas Duel, записанный совместно со шведской рок-группой The Hives. Он был выпущен только в Швеции и занял 4 место в национальном хит-параде этой страны — лучший результат Синди за всю её карьеру.
В сентябре 2012 года Синди Лопер (Cyndi Lauper) выпустила автобиографическую книгу под названием «Синди Лопер. Мемуары», в которой рассказала о своем непростом пути к вершинам шоу-бизнеса, о сексуальном насилии, жертвой которого она не единожды становилась, и о том, почему она много лет является преданной союзницей ЛГБТ, защищая гей-права.
«Я попыталась честно рассказать, что я чувствовала как женщина, которая живёт собственной жизнью и сама диктует правила», — пояснила певица в интервью радиостанции SiriusXM.
С 2009 по 2017 год Лопер снималась в популярном сериале «Кости» в роли экстрасенса Авалон Гармонии (Avalon Harmonia, настоящее имя — Стефани Сьюзан Джеймс). Примечательно, что у Синди Лопер есть альбом «Sisters of Avalon» (1996). Также интересно, что главная героиня сериала доктор Темперанс Бреннан, по собственному признанию, с детства любит песни Синди Лопер. В одной из серий доктор Бреннан даже исполняет хит Лопер «Girls Just Want to Have Fun».
Синди Лопер давно отстаивает права ЛГБТ. Несколько лет подряд она организовывала тур «Истинные цвета» (True colors), названный в честь своего музыкального хита, в котором принимали участие гомосексуальные звезды и их союзники. Этот тур собрал большое количество средств, перечисленных певицей в фонд правозащитных организаций. В прошлом году на её деньги в Нью-Йорке был открыт приют для бездомной ЛГБТ-молодежи — подростков, которых выгнали из дома собственные семьи, не желая мириться с их гомосексуальностью. Певица утверждает, что искренне переживает за этих людей, и что причины этого для неё являются очень личными — не только потому, что в молодости она сама хлебнула горя, будучи вынужденной сбежать из дома. Среди её друзей есть геи, а её родная сестра — лесбиянка. «Я — их друг, я — член их семьи, — сказала Лопер о гомосексуалах. — И я не собираюсь стоять и смотреть, как мои друзья подвергаются дискриминации, потому что их гражданские права и свободы урезаны — это касается и моей сестры, и моего двоюродного брата… Стоять, смотреть на все это и держать рот на замке. 40 процентов бездомных детей — это гомо- и транссексуалы. И на улице они оказались лишь потому, что они — гомо-, или транссексуалы. Мы [организаторы приюта] подумали, что это поправимо».

## Дискография
- 1983: She’s So Unusual
- 1986: True Colors
- 1989: A Night to Remember
- 1993: Hat Full of Stars
- 1996: Sisters of Avalon
- 1998: Merry Christmas…Have a Nice Life
- 2001: Shine
- 2003: At Last
- 2005: The Body Acoustic
- 2008: Bring Ya to the Brink
- 2010: Memphis Blues
- 2016: Detour

## Избранная фильмография
| Год  |   | Русское название | Оригинальное название | Роль              |
| ---- | - | ---------------- | --------------------- | ----------------- |
| 2008 | с | Сплетница        | Gossip Girl           | в роли самой себя |